# قرة حاجي سفلي
قرة حاجي سفلي هي قرية في مقاطعة ميانة، إيران. عدد سكان هذه القرية هو 45 في سنة 2006.